# 石公胤
石公胤（？—？），號昌俶，福建漳州府漳浦縣人。明末政治人物。

## 生平
萬曆四十六年（1618年）戊午科福建乡试举人，萬曆四十七年（1619年）己未科会试聯捷，未殿试，崇祯元年（1628年）戊辰科殿试二甲第十四名，官至池州府知府、广东参议。